# 1. SK Metropol Podkopná Lhota
První sportovní klub Metropol Podkopná Lhota je český fotbalový klub z obce Podkopná Lhota, hrající od sezóny 2007/08 I. A třídu Zlínského kraje (6. nejvyšší soutěž). Klub byl založen v roce 1999. V sezoně 2016/17 neměl v soutěžích FAČR přihlášeno žádné mužstvo.
Své domácí zápasy odehrává na stadionu Podkopná Lhota.

## Umístění v jednotlivých sezonách
Zdroj: 
Legenda: Z - zápasy, V - výhry, R - remízy, P - porážky, VG - vstřelené góly, OG - obdržené góly, +/- - rozdíl skóre, B - body, červené podbarvení - sestup, zelené podbarvení - postup, fialové podbarvení - reorganizace, změna skupiny či soutěže
| Česko (2002 – 2016) |                                    |        |    |    |       |    |    |    |     |    |        |
| Sezóny              | Liga                               | Úroveň | Z  | V  | R     | P  | VG | OG | +/- | B  | Pozice |
| 2002/03             | Okresní přebor Zlínska             | 8      | 26 | 17 | 6     | 3  | 58 | 25 | +33 | 57 | 1.     |
| 2003/04             | I. B třída Zlínského kraje – sk. B | 7      | 26 | 12 | 5     | 9  | 44 | 44 | 0   | 41 | 4.     |
| 2004/05             | I. B třída Zlínského kraje – sk. B | 7      | 26 | 13 | 10    | 3  | 57 | 27 | +30 | 49 | 6.     |
| 2005/06             | I. B třída Zlínského kraje – sk. B | 7      | 26 | 12 | 5     | 9  | 46 | 36 | +10 | 41 | 6.     |
| 2006/07             | I. B třída Zlínského kraje – sk. B | 7      | 26 | 19 | 4     | 3  | 68 | 22 | +46 | 61 | 1.     |
| 2007/08             | I. A třída Zlínského kraje – sk. A | 6      | 26 | 12 | 5     | 9  | 51 | 33 | +18 | 41 | 5.     |
| 2008/09             | I. A třída Zlínského kraje – sk. A | 6      | 26 | 15 | 4     | 7  | 53 | 31 | +22 | 49 | 1.     |
| 2009/10             | I. A třída Zlínského kraje – sk. A | 6      | 26 | 12 | 5     | 9  | 36 | 31 | +5  | 41 | 5.     |
| 2010/11             | I. A třída Zlínského kraje – sk. A | 6      | 26 | 10 | 3     | 13 | 33 | 44 | -11 | 33 | 9.     |
| 2011/12             | I. A třída Zlínského kraje – sk. A | 6      | 26 | 8  | 9     | 9  | 36 | 40 | -4  | 33 | 9.     |
| 2012/13             | I. A třída Zlínského kraje – sk. A | 6      | 26 | 12 | 5     | 9  | 42 | 38 | +4  | 41 | 4.     |
| 2013/14             | I. A třída Zlínského kraje – sk. A | 6      | 26 | 13 | 7     | 6  | 46 | 26 | +20 | 46 | 3.     |
| 2014/15             | I. A třída Zlínského kraje – sk. A | 6      | 26 | 11 | 2 / 2 | 11 | 45 | 37 | +8  | 39 | 9.     |
| 2015/16             | I. A třída Zlínského kraje – sk. A | 6      | 26 | 9  | 1 / 2 | 14 | 48 | 60 | −12 | 31 | 13.    |

Poznámka:
- Od sezony 2014/15 se ve Zlínském kraji hraje tímto způsobem: Pokud zápas skončí nerozhodně, kope se penaltový rozstřel. Jeho vítěz bere 2 body, poražený pak jeden bod. Za výhru po 90 minutách jsou 3 body, za prohru po 90 minutách není žádný bod.